# پروخنا
پروخنا (به لهستانی:  Pruchna) یک روستا در لهستان است که در گمینا سترومینگ واقع شده‌است. پروخنا ۱۹٫۰۳ کیلومتر مربع مساحت و ۲٬۴۴۲ نفر جمعیت دارد.